# Maxim Dmitrijevič Šostakovič

Maxim Dmitrijevič Šostakovič (rusky Макси́м Дми́триевич Шостако́вич, * 10. května 1938, Leningrad) je sovětský, americký a ruský dirigent a klavírista, syn sovětského hudebního skladatele Dmitrije Dmitrijeviče Šostakoviče. V roce 1978 získal ocenění Zasloužilý umělec RSFSR.

## Život a hudební činnost
Již od mládí se věnoval hře na klavír na Ústřední hudební škole při Moskevské konzervatoři, a poté dále na Moskevské konzervatoři v ročníku Jakova Flierа, kam nastoupil po provedení druhého klavírního koncertu svého otce. Na konzervatoři se začal věnovat dirigování u N. S. Rabinoviče a A. V. Gauka a poté u G. N. Rožděstvenského.
V roce 1963 byl přijat na post pomocného dirigenta Moskevského filharmonického orchestru, od roku 1966 působil v Akademickém orchestru SSSR, Velkém orchestru Sovětského rozhlasu (v roce 1974 s tímto tělesem dirigoval premiéru 15. symfonie svého otce), v letech 1971-1981 řídil Symfonický orchestr Ministerstva kultury SSSR.
V zahraničí М. Šostakovič vystoupil jako dirigent poprvé v roce 1968 s Londýnskou filharmonií v Královské festivalové síni. V roce 1969 absolvoval s Akademickým orchestrem koncertní turné po USA.
Od roku 1979 vystupuje jako operní dirigent, a mezi jím uvedená díla patří opery jeho otce „Nos“ a „Lady Macbeth Mcenského újezdu“.
V roce 1981 se nevrátil z koncertního turné po Západním Německu a poté se usadil v USA.
V letech 1983-1985 byl Maxim Šostakovič šéfdirigentem Hongkongského filharmonického orchestru, v letech 1986-1991 Neworelanského symfonického orchestru.
V roce 1994 poprvé po dlouhé přestávce vystoupil v Rusku a o tři roky později se i s rodinou vrátil do Petrohradu.
Během své dosavadní kariéry natočil řadu nahrávek, včetně kompletní série všech symfonií svého otce se Symfonickým orchestrem hl. m. Prahy FOK, a další jednotlivé nahrávky s dalšími orchestry), a také obou jeho klavírních koncertů.

## Rodina
Děti:
- Dmitrij (* 1961), autor hymny Nacionálně bolševické strany Ruska
- Marija (* 1991), syn Sergej
- Maxim (* 1994), manželka Xenie